# Радвановце
Радвановце (слч. Radvanovce) насељено је мјесто са административним статусом сеоске општине (слч. obec) у округу Вранов на Топлој, у Прешовском крају, Словачка Република.

## Становништво
| Година:    | 1994. | 2004.   | 2014.    | 2024.   |
| ---------- | ----- | ------- | -------- | ------- |
| Број људи: | 176   | 190     | 211      | 213     |
| Разлика:   |       | +7,95 % | +11,05 % | +0,94 % |

| Година:    | 2023. | 2024.   |
| ---------- | ----- | ------- |
| Број људи: | 215   | 213     |
| Разлика:   |       | -0,93 % |

Према подацима о броју становника из 2024. године насеље је имало 213 становника.